# United (album)
United – czwarte studyjne wydawnictwo szwedzkiej grupy heavy/power metalowej Dream Evil. Okładkę wydawnictwa przygotował grecki artysta Seth Siro Anton.

## Lista utworów
1. Fire! Battle! In Metal! – 3:11
2. United – 3:33
3. Blind Evil – 4:23
4. Evilution – 4:28
5. Let Me Out – 4:28
6. Higher on Fire – 4:29
7. Kingdom at War – 3:11
8. Love is Blind – 4:47
9. Falling – 4:01
10. Back from the Dead – 4:28
11. Doomlord – 4:42
12. My Number One (Elena Paparizou cover) – 3:09
13. Pain Patrol (bonus z edycji japońskiej) - 3:13
14. Lady of Pleasure (bonus z edycji japońskiej) - 3:25

### Edycja limitowana
1. Calling Your Name – 3:45
2. Dynamite – 4:08
3. Into The Unknown – 4:27
4. I Will Never – 3:55
5. Vengeance – 3:15

## Twórcy
- Niklas Isfeldt – śpiew
- Fredrik Nordström – gitara
- Mark Black – gitara
- Peter Stålfors – gitara basowa
- Pat Power (Patrik J) – perkusja